# 51. sydlige breddekreds
Den 51. sydlige breddekreds (eller 51 grader sydlig bredde) er en breddekreds, der ligger 51 grader syd for ækvator. Den løber gennem Atlanterhavet, det Indiske Ocean, Stillehavet og Sydamerika.